# Crisi iemenita

Situació del Iemen a l'octubre del 2011.

Situació al març del 2012

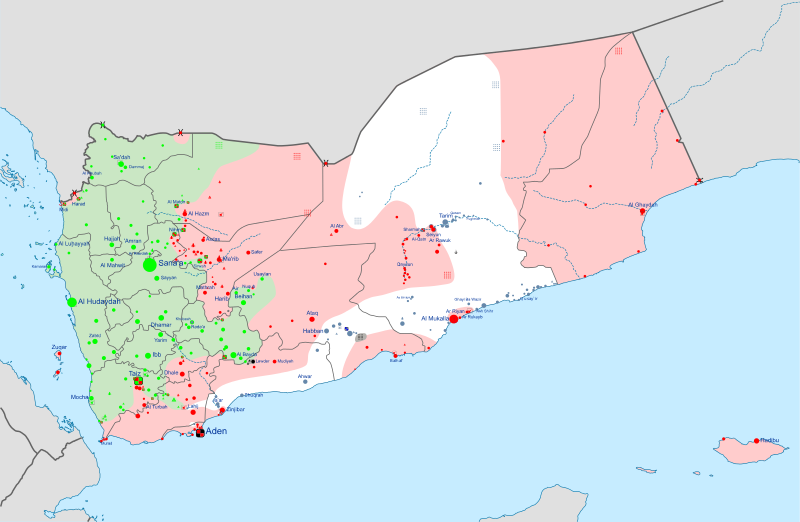
Situació del Iemen al 26 de març del 2015:
Controlat per houthis i partidaris de l'Salih
Controlat per partidaris de l'Hadi
Controlat per al-Qaeda i per Ansar al-Sharia
Controlat pel Al-Hirak

La crisi iemenita va començar amb la revolució del 2011-2012 contra el president Ali Abdullah Saleh, que havia dirigit el Iemen durant 33 anys. Després que Saleh deixés el càrrec a principis del 2012 com a part d'un acord entre el govern iemenita i els grups de l'oposició, el govern liderat per l'exvicepresident de Saleh, Abdrabbuh Mansur Hadi, va lluitar per unir el fracturat panorama polític del país i defensar les amenaces d'Al-Qaeda a la península Aràbiga i militants houthi que feia anys que duien a terme una insurrecció prolongada al nord.
El setembre de 2014, la insurrecció houthi es va transformar en una guerra civil en plena expansió mentre els combatents houthi van arrasar a la capital de Sana'a i van obligar Hadi a negociar un "govern d'unitat" amb altres faccions polítiques. Els rebels van continuar pressionant el govern debilitat fins que, després que el seu palau presidencial i la seva residència privada fossin atacats pel grup militant, Hadi va dimitir juntament amb els seus ministres el gener del 2015. El mes següent, els houthis van passar a controlar el govern, dissolent el Parlament i instal·lant un comitè revolucionari interí dirigit per Mohammed Ali al-Houthi, cosí del líder houthi Abdul-Malik al-Houthi. No obstant això, Hadi va escapar a Aden, on va declarar que seguia sent el president legítim del Iemen, va proclamar la capital temporal del país i va demanar a funcionaris governamentals i militars lleials que es reunissin a ell.

## La primavera àrab
L'onada de protestes coneguda com la primavera àrab no va trigar a arribar al Iemen després de la Revolució tunisiana. El Iemen era un país pobre amb un govern corrupte, amb una gran quantitat d'armes en mans privades. El 2011, el país ja s'enfrontava a desafiaments de militants i separatistes vinculats a Al-Qaeda al sud i dels rebels xiïtes Zaydi al nord. El Iemen només s'havia unificat des del 1990 i persistien divisions profundes entre el nord i el sud.

## Guerra Civil iemenita
La Guerra Civil iemenita va començar el setembre de 2014 quan Ali Abdallah al-Salih va intentar recuperar el poder sobre el país i el CGP, i reunint una gran part del Congrés General del Poble (CGP) es va posar del costat dels huthis i va dividir efectivament el partit en una facció pro-Abdrabbuh Mansur Hadi i una altra pro al-Saleh.
El 27 de març de 2015, la BBC va informar que Hadi havia "fugit de les forces rebels a la ciutat d'Aden" i, posteriorment, "havia arribat a la capital de l'Aràbia Saudita, Riad", ja que "les autoritats saudites van iniciar atacs aeris al Iemen". Des del 2017, el Consell de Transició Sud (STC) separatista també ha lluitat contra el govern.
En abril de 2015 al-Qaida a la Península Aràbiga (AQAP) va vèncer a la batalla de Mukalla i van capturar un enorme dipòsit d'armes que contenia desenes de tancs, llançacoets Katyusha i armes petites amb els què va consolidar el seu domini a la província de Hadhramau establint un miniestat al voltant de Mukalla, i el 16 de juny un atac de drons dels Estats Units va matat l'emir d'AQAP, Nasir al-Wuhayshi, sent substituït pel cap militar del grup, Qasim al-Raymi. A principis de desembre de 2015 les ciutats de Zinjibar (la capital provincial de la governació d'Abyan) i Ja'ar (a pocs quilòmetres cap a l'interior al nord), van ser capturades per AQAP, però els Emirats Àrabs Units van donar suport a les forces locals aconseguiren el control de Mulalla en abril de 2016, i les forces d'AQAP i Estat Islàmic en retirada van atacar la Governació d'Hadramaut contra les forces lleials al president Abdrabbuh Mansur Hadi, però foren aturats per les forces d'elit de la coalició, i la major part dels comandaments d'AQAP a la regió foren capturats. Zinjibar va ser recuperada per les forces progovernamentals el 14 d'agost de 2016.

### al-Qaida a la Península Aràbiga
En abril de 2015 al-Qaida a la Península Aràbiga (AQAP) va vèncer a la batalla de Mukalla i van capturar un enorme dipòsit d'armes que contenia desenes de tancs, llançacoets Katyusha i armes petites amb els què va consolidar el seu domini a la província de Hadhramau establint un miniestat al voltant de Mukalla, i el 16 de juny un atac de drons dels Estats Units va matat l'emir d'AQAP, Nasir al-Wuhayshi, sent substituït pel cap militar del grup, Qasim al-Raymi. A principis de desembre de 2015 les ciutats de Zinjibar (la capital provincial de la governació d'Abyan) i Ja'ar (a pocs quilòmetres cap a l'interior al nord), van ser capturades per AQAP, però els Emirats Àrabs Units van donar suport a les forces locals aconseguiren el control de Mulalla en abril de 2016, i les forces d'AQAP i Estat Islàmic en retirada van atacar la Governació d'Hadramaut contra les forces lleials al president Abdrabbuh Mansur Hadi, però foren aturats per les forces d'elit de la coalició, i la major part dels comandaments d'AQAP a la regió foren capturats. Zinjibar va ser recuperada per les forces progovernamentals el 14 d'agost de 2016.

### Trencament entre al-Salih i els huthis
L'aliança entre al-Salih i els huthis va acabar quan el desembre de 2017 al-Salih va trencar amb els huthis i es va posar del costat dels seus antics enemics Aràbia Saudita, els Emirats Àrabs Units i el president Hadi, i van esclatar els combats entre els huthis i les forces lleials a al-Salih quan la coalició liderada per l'Aràbia Saudita va començar a bombardejar zones huthis, i finalment va provocar la mort de al-Salih i la presa de control de Sanaa el 4 de desembre de 2017. Una gran part del CGP va jurar lleialtat als houthis i va escollir Sadeq Ameen Abu Rass com a nou president, i els elements del CGP que es van mantenir lleials a la família d'al-Salih es van retirar a les zones controlades per Hadi i van començar a reconstruir la seva força militar per lluitar contra els huthis.

Ofensiva governamental sobre al-Hudayda

El 6 de desembre de 2017 les forces progovernamentals van atacar els huthis a la governació d'al-Hudayda amb l'objectiu de desallotjar les forces huthis del port, recuperar la ciutat d'al-Hudaydai acabar amb el suposat subministrament de fons, armes i míssils balístics als huthis a través del port d'al-Hudayda. El 3 de juny 2.000 soldats emiratis van atacar al-Hudayda des d'una base naval dels Emirats Àrabs Units a Eritrea, i les converses negociades per l'Organització de les Nacions Unides (ONU) van causar una pausa a les operacions militars el 23 de juny de 2018. La batalla es va reprendre el 9 de setembre de 2018 després de l'enfonsament de les converses de pau a causa de l'absència dels houthi a les converses de pau de Ginebra. El 13 de desembre de 2018 es va acordar un alto el foc negociat per l'ONU, donant a les dues parts 21 dies per retirar completament les seves tropes de la ciutat i les forces progovernamentals es retiraren de la ciutat el novembre de 2021, cedint el control d'al-Hudayda als huthis.
La batalla de la vall d'Al Masini va ser una operació per netejar el bastió controlat per al-Qaida a la Península Aràbiga de la vall d'Al Misini a la província d'Hadramut, que va acabar amb victòria de la coalició liderada pels Emirats Àrabs Units, amb la recuperació de la major part de la vall d'Al Masini de mans dels islamistes el 18 de febrer de 2018.
El 30 d'abril de 2018, els Emirats Àrabs Units van desplegar més d'un centenar de soldats amb artilleria i vehicles blindats a l'arxipèlag iemenita de Socotra sense coordinació prèvia amb el govern iemenita provocant el deteriorament de les relacions dels dos països. Al Jazeera va informar que poc després de l'aterratge, les forces dels Emirats Àrabs Units van acomiadar els soldats iemenites estacionats a instal·lacions administratives com l'aeroport de Socotra i els ports marítims fins a nou avís, i la bandera dels Emirats Àrabs Units va ser aixecada a dalt als edificis oficials del govern a Hadibu. El 14 de maig es va arribar a un acord entre els Emirats Àrabs Units i el Iemen que va veure que el Iemen va recuperar el control administratiu i que les tropes de l'Aràbia Saudita també es desplegaven a l'illa.
Entre finals d'agost i finals de setembre de 2019, les forces iemenites lleials al Consell Polític Suprem liderat pels huthis van dur a terme l'operació Victòria de Déu atacant a l'Aràbia Saudita i les forces aliades al llarg de la frontera entre el Iemen i l'Aràbia Saudita, encerclant i destruint una concentració substancial de forces liderades pels saudites al sud de Najran que preparaven una represàlia per l'atac a les instal·lacions petrolieres d'Abqayq i Khurais uns dies abans.

Ofensiva de Jawf de 2020

Ofensiva d'Al-Bayda de 2020

El febrer de 2020 els huthis van llançar una ofensiva contra la governació d'Al Jawf capturant de manera decisiva la ciutat d'Al Hazm l'1 de març de 2020 al govern Hadi. El 27 d'abril, la primera fase de l'ofensiva va acabar amb la captura dels hutís de 3.500 quilòmetres quadrats de territori a la governació d'Al Jawf. Després de reforçar-se, els huthis van llançar el 15 de maig de 2020 l'ofensiva d'al-Bayda a la governació d'al-Bayda i la segona fase de la ofensiva al sud-est de Marib el 27 de maig avançant contra Estat Islàmic i l'AQAP, i al setembre havien pres la governació d'al-Bayda a les forces gihadistes, que es van retirar a les governacions d'Abyan i Shabwah. Els houthis van prendre la base militar de Maas a la coalició el 20 de novembre de 2020 i van aturar l'ofensiva el 5 de febrer de 2021, per proposar una negociació a la coalició liderada per l'Aràbia Saudita i al Consell de Transició del Sud, i després de reforçar-se de nou, els huthis van llançar una nova ofensiva cap a la ciutat de Marib el 7 de febrer de 2021, i al desembre de 2021, les forces houthis controlaven totes les zones entre la província d'Al-Jawf i la frontera amb Arabia Saudita, inclòs el districte de Khub Washa'af del govern Hadi.

### Alto-el-foc
L'ONU va negociar una treva nacional de dos mesos el 2 d'abril de 2022 entre les parts en guerra del Iemen, que va permetre que les importacions de combustible a les zones controlades pels houthis i alguns vols operar des de l'aeroport internacional de Sanaa a Jordània i Egipte. El 7 d'abril de 2022, el govern de Hadi es va dissoldre i el Consell de Lideratge Presidencial (PLC) encapçalat per Rashad al-Alimi va prendre el comandament de la República del Iemen, incorporant el Consell de Transició del Sud al seu nou govern. L'ONU va anunciar el 2 de juny de 2022 que la treva nacional s'havia prorrogat encara dos mesos.
La popularitat de les idees independentistes al sud va augmentar als territoris ocupats pels anti-houthi fins que l'agost de 2022, les forces del Moviment del Iemen del Sud recolzat pels Emirats, representades principalment pel Consell de Transició del Sud, van llançar una ofensiva a la Governació d'Abyan i la Governació de Xabwa. Inicialment, les forces del Sud van lluitar majoritàriament contra les forces governamentals recolzades per l'Aràbia Saudita, la majoria de les quals pertanyien al braç armat del partit Islah. Des de principis de setembre de 2022, però, l'ofensiva del Moviment del Sud s'ha centrat més en la lluita contra els reductes locals d'Al-Qaeda.
El març de 2023 l'Iran va acceptar aturar tot el suport militar als huthis i complir l'embargament d'armes de l'ONU, com a part d'un acord d'acostament entre l'Iran i l'Aràbia Saudita negociat per la Xina.

## Guerra dels huthis contra Israel
Com a conseqüència de la Guerra entre Israel i Hamàs, el 31 d'octubre de 2023 els huthis van declarar la guerra a Israel. Van imposar un bloqueig naval a la mar Roja, on van arribar a disparar un míssil balístic contra Elat, al sud d'Israel. Encara que els huthis van dir que només atacarien vaixells vinculats a Israel, els Estats Units o la Gran Bretanya, han atacat indiscriminadament els vaixells de moltes nacions. Entre octubre de 2023 i març de 2024, els huthis van atacar vaixells al Mar Roig en més de seixanta ocasions, i per evitar els atacs, centenars de vaixells comercials han estat redirigits per navegar per Sud-àfrica.
Els Estats Units van organitzar l'Operació Guardià de la Prosperitat per a garantir la seguretat i la llibertat de navegació al Mar Roig per la via militar integrada inicialment pels Estats Units, Regne Unit, França, Espanya, Itàlia, Països Baixos, Canadà, Noruega, Bahrain i Seychelles.
Una munició rondadora va impactar al centre de Tel-Aviv el 19 de juliol matant un resident en una zona amb hotels quals acullen els desplaçats de la frontera nord d'Israel amb el Líban, i una oficina de l'ambaixada dels Estats Units també és a prop del lloc de l'atac.
Els Estats Units, el Regne Unit i Israel per la seva banda van atacar repetidament les instal·lacions del port d'al-Hudayda, controlada pels huthis, en operacions conjuntes, i els bombardeigs es van reprendre amb la investidura de Donald Trump, tanmateix el 6 de maig, el president Trump va anunciar un alto el foc amb els houthis negociat amb la mediació d'Oman.
El 5 de maig de 2025, l'endemà que els huthis llancessin un míssil balístic que va impactar a un aparcament de l'aeroport de Tel-Aviv, 20 avions de caça israelians van llançar com a resposta una sèrie d'atacs contra el port d'Al-Hudayda i una fàbrica de ciment propera, i el 6 de maig a l'aeroport principal de Sanaa i diverses centrals elèctriques importants a la zona de Sanaa.

## Crisi ecològica
La inestabilitat política del Iemen s'ha agreujat i ha estat causada en part per la greu crisi ecològica del país. De mitjana la població té accés a només 140 metres cúbics d'aigua a l'any per a tots els usos, (101 galons per dia), mentre que la mitjana de l'Orient Mitjà és de 1000 m 3 l'any i el llindar internacionalment definit per a l'estrès hídric és de 1.700 metres cúbics a l'any. Les aigües subterrànies del Iemen són la principal font d'aigua del país, però les capes freàtiques han caigut greument deixant el país sense una font d'aigua viable. Per exemple, a Sanaa, el nivell freàtic es trobava a 30 metres per sota de la superfície als anys setanta, però havia baixat a 1200 metres per sota del 2012. Les aigües subterrànies no han estat regulades pels governs del Iemen. Fins i tot abans de la revolució, la situació de l'aigua del Iemen havia empitjorat fins al punt que experts van apuntar que podia ser el "primer país que es quedés sense aigua". L'agricultura al Iemen requereix al voltant del 90% de l'aigua al Iemen, tot i que només genera el 6% del PIB, i una gran part dels iemenites depenen de l'agricultura de subsistència a petita escala. La meitat de l'aigua agrícola al Iemen s'utilitza per cultivar khat, un narcòtic que la majoria dels iemenites masteguen. Això vol dir que en un país tan escàs en aigua com el Iemen, on la meitat de la població té inseguretat alimentària, el 45% de l'aigua retirada dels aqüífers cada vegada més esgotadors s'utilitza per cultivar un cultiu que no alimenta ningú.
Aquesta inseguretat hídrica té un impacte directe sobre l'estabilitat política. Pot semblar que hi ha una guerra de representants entre faccions recolzades per altres països, però segons el diari iemenita Al-Thawra, el 70% o 80% dels conflictes a les regions rurals del país estan relacionats amb l'aigua. El Ministeri de l'Interior del país ha estimat que a tot el país, les disputes relacionades amb l'aigua i la terra maten 4.000 persones a l'any, més que terrorisme. A la governació d'Al-Jawf, una disputa sobre la col·locació d'un pou va comportar una disputa de sang que va continuat durant més de 30 anys. El 2007, el ministre d'Aigua i Recursos Naturals del Iemen va suggerir que es podria haver d'evacuar el Sana'a. si es queda sense aigua. Tot i que el govern no va poder moure la capital de manera ordenada i pacífica, la guerra i la crisi política han convertit Sana'a i la majoria del Iemen en un camp de batalla d'on la gent ha estat obligada a fugir.
Altres catàstrofes ambientals han perjudicat el Iemen a mesura que ha avançat la guerra. A finals del 2015, dos ciclons històrics van atacar el país. El primer d'ells, el cicló Chapala, va atacar l'illa de Socotra abans de tocar el port de Mukalla, a la costa sud del Iemen, on va provocar inundacions inesperades. Aquesta tempesta, combinada amb el següent cicló Megh, va deixar prou humitat al sòl perquè es poguessin reproduir les llagostes. Aquestes llagostes poden volar 100 milles al dia i destruir qualsevol collita que trobin.